# Димитър Босилков
Димитър Петков Босилков (известен понякога и като Бошулков) е български просветен деец, книжар и революционер.

## Биография
Босилков е роден в Копривщица, тогава в Османската империя, в семейството на абаджия. Брат му Константин Босилков също е виден просветен деец и революционер в Източна Македония. Учителства в Битоля, Велес и Горна Джумая. Заедно с брат си е сътрудник на книжарницата на Христо Г. Данов във Велес в 1873 г. Взима участие в революционното движение. Основател е на нелегалното дружество „Искра“.